# Oranjehotel
Koordinaten: 52° 6′ 34,8″ N, 4° 18′ 5,3″ O

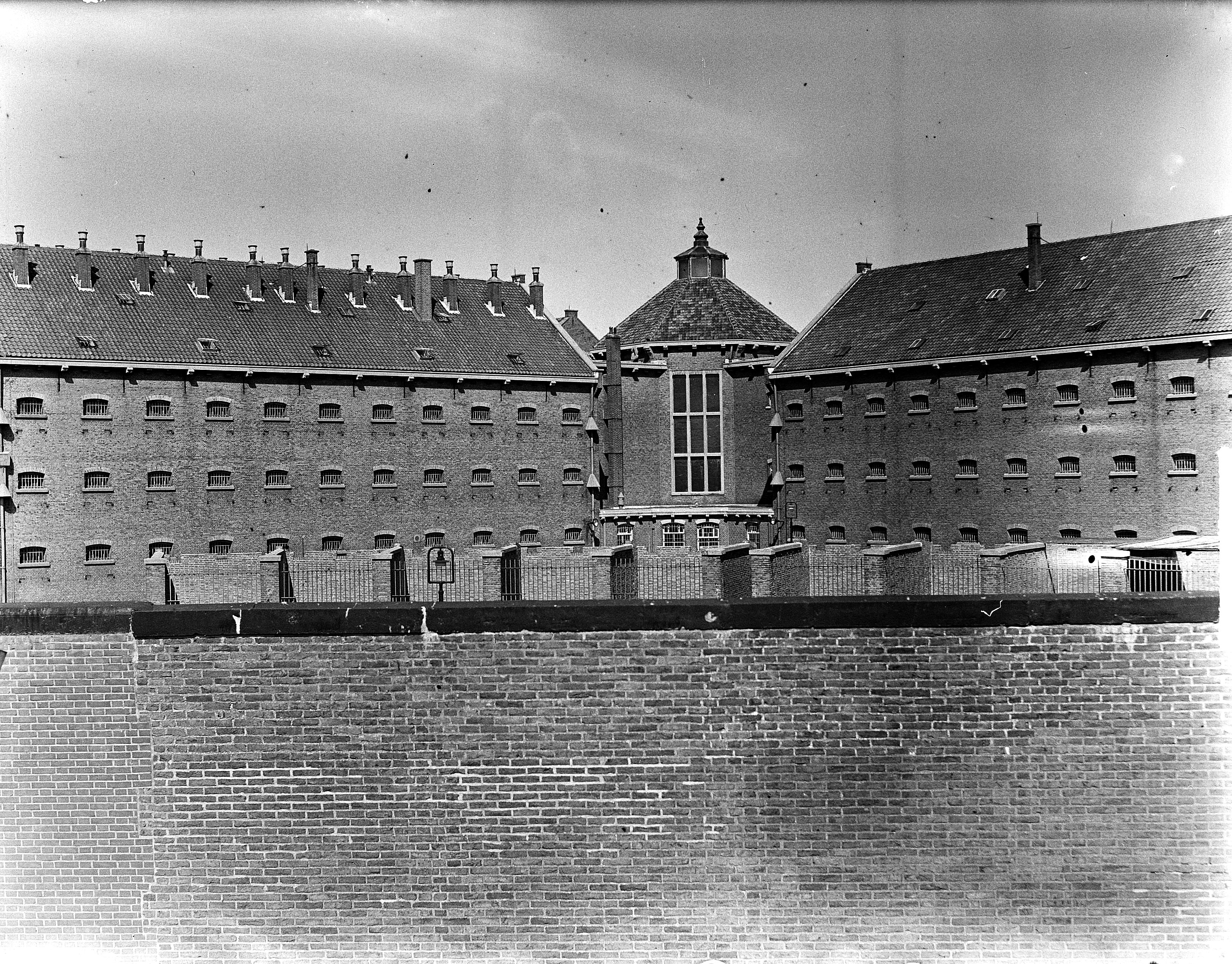
Ansicht des Gefängnisses

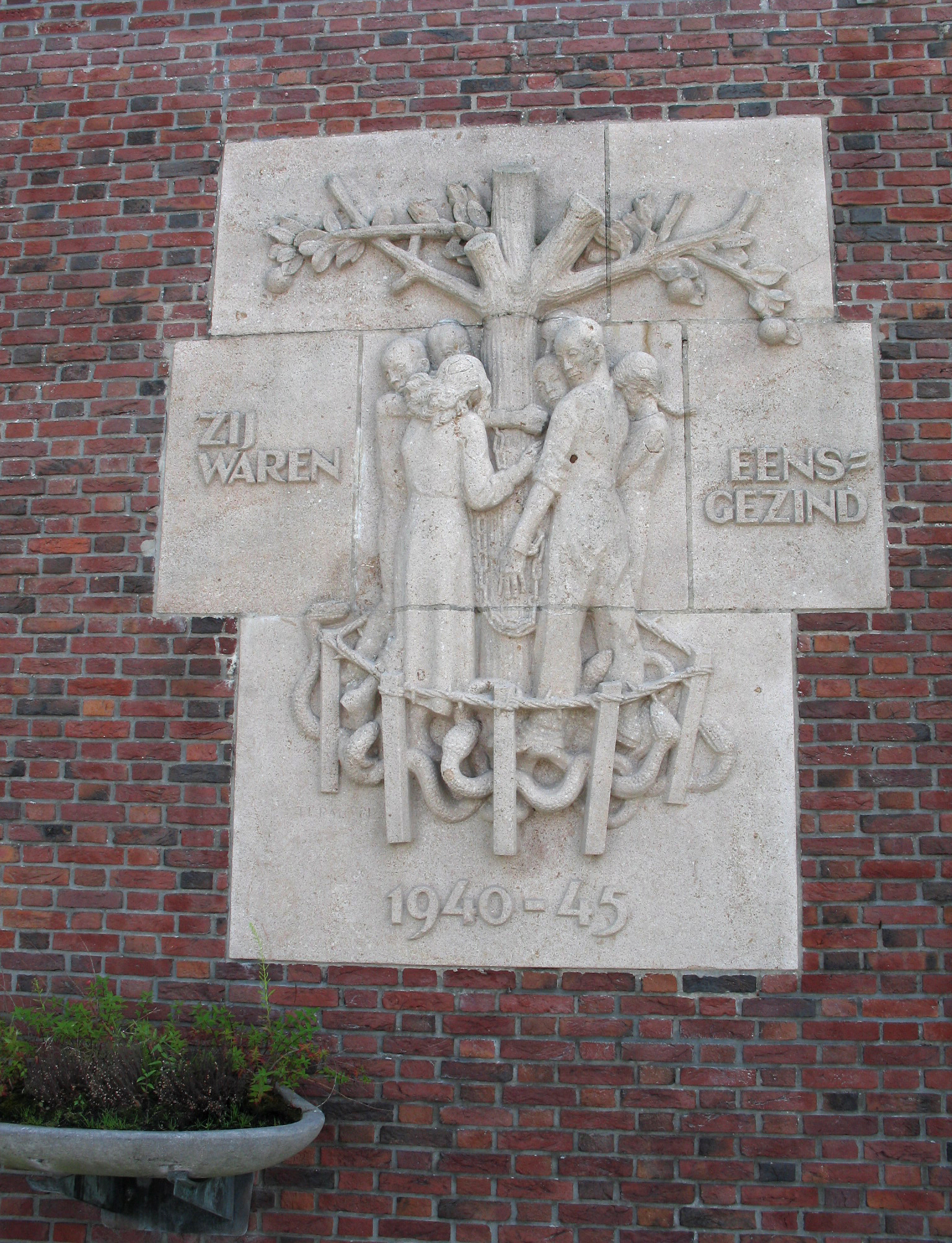
Gedenktafel an der Außenmauer des Gefängnisses

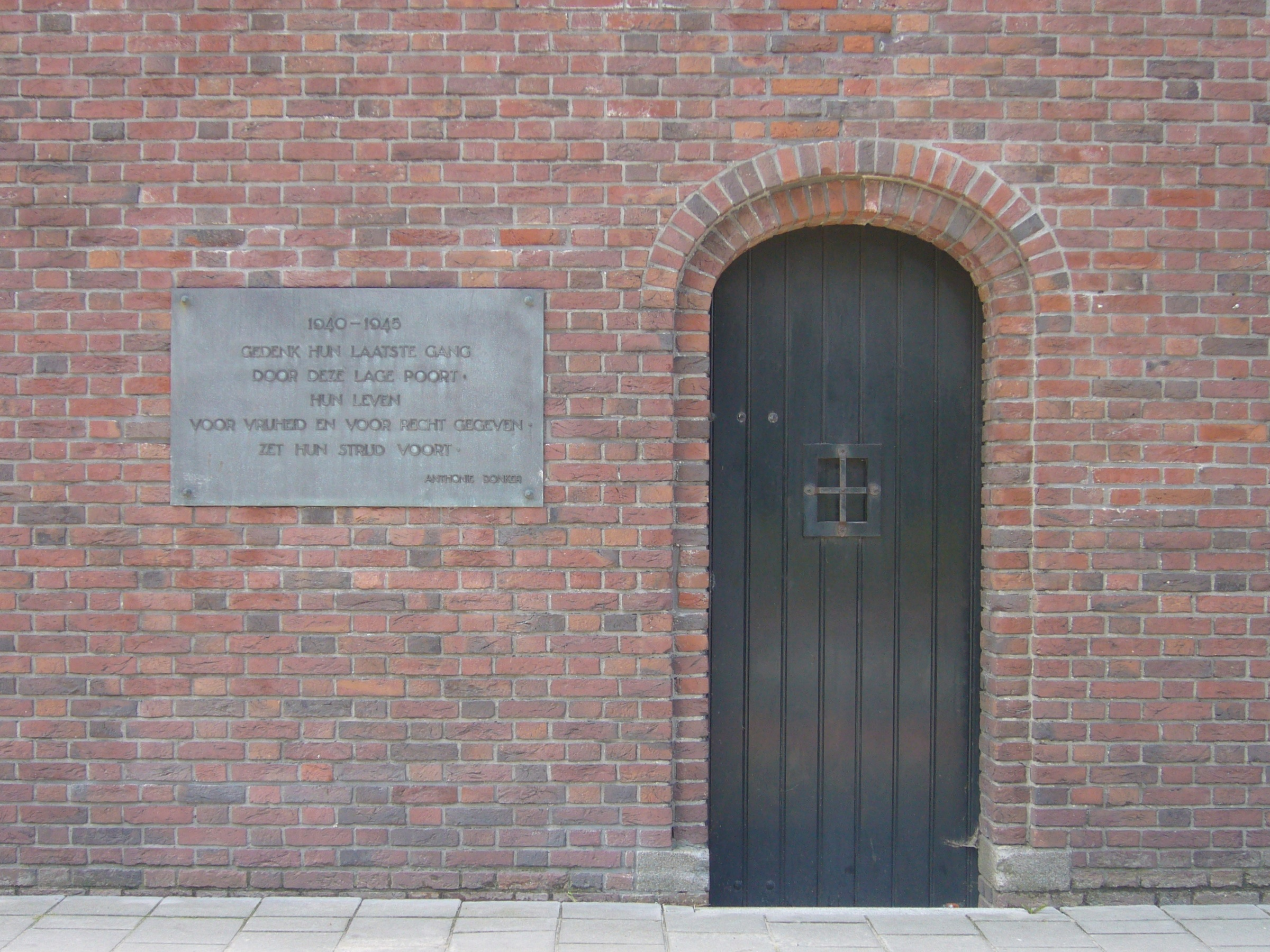
Seitentür für die Todeskandidaten

Als Oranjehotel wurde das Gefängnis von Scheveningen bezeichnet, in dem Angehörige des niederländischen Widerstandes während der deutschen Besatzung im Zweiten Weltkrieg inhaftiert waren.

## Das Gefängnis
Im Zweiten Weltkrieg wurde das Gefängnis von Scheveningen, einem Stadtteil von Den Haag, zunächst von den niederländischen Behörden zur Unterbringung von deutschen Kriegsgefangenen genutzt. Nach der Kapitulation der Niederlande infolge des am 10. Mai 1940 begonnenen deutschen Überfalls übernahm die deutsche Besatzungsmacht die Gebäude, die drei Bereiche umfassten: ein Untersuchungsgefängnis für Straftäter, ein Militär- sowie ein Polizeigefängnis, das sogenannte Oranjehotel. Dieses Polizeigefängnis diente als Durchgangsstation, um Niederländer, die des Widerstandes gegen die Besatzung verdächtigt wurden, kurzzeitig – manche auch als Geiseln – festzuhalten und zu verhören. Viele Gefangene wurden von dort aus in deutsche Lager gebracht und rund 250 von ihnen hingerichtet.
In der Regel befanden sich 1200 bis 1500 Gefangene gleichzeitig im Oranjehotel, die zu mehreren in einer der über 200 Zellen einsaßen. 1941 wurde das Gefängnis um ein weiteres Gebäude vergrößert. Der jüngste Gefangene in dieser Zeit war drei Jahre alt; das Kind wurde gemeinsam mit seiner vierjährigen Schwester als Geisel gehalten. Der Vater der Kinder, ein Professor der Universität von Amsterdam, der zusammen mit seinen Studenten gegen die Deutschen konspiriert hatte und untergetaucht war, sollte auf diese Weise dazu gezwungen werden, sich zu stellen.
Am 7. Juni 1944, einen Tag nach der Landung der Alliierten in der Normandie, wurden die Insassen des Gefängnisses in das KZ Herzogenbusch gebracht. Nach der Befreiung wurden im Oranjehotel Angehörige der deutschen Besatzung inhaftiert, wie etwa der SS-Untersturmführer und Mitglied des Sicherheitsdienstes Ernst Knorr, der am 7. Juli 1945 tot in seiner Zelle aufgefunden wurde. Es ist unklar, ob er Selbstmord beging oder umgebracht wurde, zumal sein Körper Spuren von Misshandlungen aufwies.
Geschätzt wird, dass bis zu 30.000 Menschen aus den Niederlanden zwischen 1940 und 1945 im Oranjehotel inhaftiert waren. Genaue Angaben gibt es nicht, da die Deutschen alle Dokumente gegen Ende des Zweiten Weltkriegs vernichteten. Auch ist nicht bekannt, wie das Gefängnis zu seinem Namen Oranjehotel kam, der schon bald im Volksmund benutzt wurde.

## Die Erinnerung

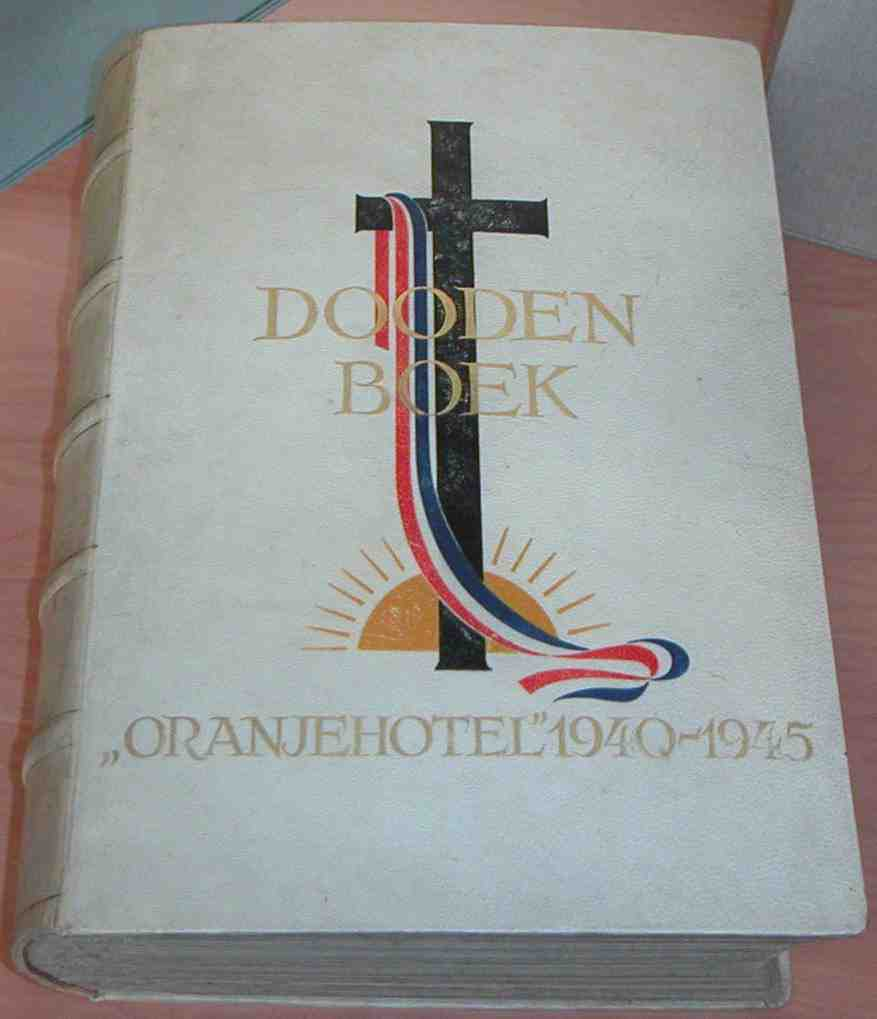
Das Totenbuch

Die Stichting Oranjehotel hat eine Gedächtnisstätte auf dem Gelände des Gefängnisses von Scheveningen eingerichtet, das heute Penitentiaire Inrichting Haaglanden heißt und wo sich auch die United Nations Detention Unit des Internationalen Strafgerichtshofs befindet. Die Gedächtnisstätte, die wegen ihrer Lage auf Gefängnisgrund nur einmal monatlich öffentlich zugänglich ist, besteht aus der (rekonstruierten) Todeszelle Nr. 601, der Pforte, durch die die Todeskandidaten zur Exekution auf die Waalsdorpervlakte gebracht wurden, und aus einer Gedenktafel, die 1950 von Königin Juliana enthüllt wurde. Einmal jährlich wird feierlich der Opfer gedacht.
An den Mauern der Zellen wurden zahlreiche Inschriften der Gefangenen gefunden. Viele dieser Inschriften wurden von E. P. Weber in das Dodenboek aufgenommen, das schon 1945 zusammengestellt wurde. In diesem Buch sind Namen, Fotos und Lebensdaten aller 734 Menschen verzeichnet, die nach ihrem Aufenthalt im Oranjehotel durch die deutschen Besatzer den Tod fanden. Es befindet sich heute im Nationaal Archief in Den Haag.

## Die Waalsdorpervlakte
In der Nähe des Oranjehotels ist die Waalsdorpervlakte gelegen, eine Senke im Dünengebiet von Meijendel, nördlich von Den Haag. An diesem Ort exekutierten die deutschen Besatzer zum Tode verurteilte Gefangene. Heute erinnern bronzene Kreuze in den Dünen an die Hingerichteten, und 1959 wurde dort eine imposante Bordun-Glocke aufgestellt.